# くずはゴルフリンクス
くずはゴルフリンクスは、大阪府枚方市にある淀川河川敷を利用したゴルフ場。2018年までの名称は樟葉パブリック・ゴルフ・コースで、運営会社名は施設の改称後も「株式会社樟葉パブリック・ゴルフ・コース」である。

## 概要
国際トーナメントも行われた18ホール・パー70のゴルフコースとアプローチコースが9ホール・120打席の打放し練習場を持つ。
京阪沿線にゴルフ場を建設する計画は、1951年に京阪電気鉄道専務の今田英作がアメリカに視察した際、多くの市民がゴルフを楽しんでいる様子を目にして、一般大衆にも楽しめるゴルフ場を建設したいと考案したのがきっかけとなった。これに基づき、淀川の高水敷の整備を兼ねてゴルフ場建設計画が進められ、京阪と近畿地方建設局との共同実地調査の結果樟葉地区に建設することを決め、1956年6月に河川敷の利用許可が下り、1957年3月27日運営会社となる「株式会社樟葉パブリック・ゴルフ・コース」を設立、今田が初代社長となり6月の開場にむけ諸準備が進められた。
しかし、梅雨の長雨によりコースが冠水したことで6月の開場が延期となり、水がひくのを待って突貫工事が進められ、9月1日に開場した（開場時の規模は9ホール、パー35）。その後、1958年に9ホール増設して18ホール、パー72の規模になった（1972年に淀川の河道計画によりコースレイアウトが変更されパー70となっている）。
河川敷のゴルフ場ということもあり、開業当初から台風や豪雨が発生すると冠水被害がたびたび起こり、1957年9月の開業から1962年8月までの5年間で172日間、1972年8月までの15年間の累計で358日間と、15年間でほぼ1年分休業を余儀なくされ会社経営にも影響が出た。その後、上流に天ヶ瀬ダムが建設されるなど洪水対策や淀川の河川改修工事により冠水による休業は激減するようになった。1962年以降、日本の高度経済成長とゴルフ人口の増加で利用者が増加。1965年から1990年まではパブリックコースでありながら「くずは国際トーナメント」を開催していた。この当時の10番ホールは600ヤードを超えていた超ロングコースであった。
2018年10月から1年間、コースレイアウト変更工事を行い、2019年9月1日に「くずはゴルフリンクス」に名称を変更して再開した。

## 沿革
- 1957年3月27日　京阪電鉄・住友グループの出資を得て設立
- 1957年9月1日　アウトコース9ホール営業開始。
- 1958年11月1日　インコース9ホール、ベビーゴルフ場、アプローチバンカー練習場営業開始。
- 1965年9月1日　第1回「関西有名プロ招待競技会」を開催（「くずは国際トーナメント」の前身、以後1990年まで開催）。
- 2002年4月1日　乗用カート、自動精算システムを導入。

## アクセス
- 京阪電気鉄道樟葉駅より徒歩2分 - クラブハウスは駅舎に隣接。